# Miss Lonelyhearts
Miss Lonelyhearts (in Deutschland auch in älteren Ausgaben Schreiben Sie Miss Lonelyhearts) ist ein 1933 erschienener Roman des amerikanischen Schriftstellers Nathanael West. Schwarzhumorig und in expressionistischem Stil wird das Leben eines New Yorker Zeitungsreporters geschildert, der in einer Kolumne unter dem Namen Miss Lonelyhearts verzweifelten Menschen Lebensratschläge gibt.

## Handlung
New York City während der Great Depression: Ein junger Reporter, dessen wirklicher Name ungenannt bleibt, schreibt unter dem Pseudonym Miss Lonelyhearts eine Ratgeberkolumne. Die meisten seiner Kollegen, darunter auch sein Chefredakteur Shrike, hegen eine zynische Einstellung und machen sich über die Kolumne lustig. „Miss Lonelyhearts“ wird dagegen von den vielen Briefen der verzweifelten und einsamen Menschen, die ihn erreichen, ernsthaft berührt. Er verfällt in tiefe Depressionen, trinkt viel und liefert sich auch bis zur Handgreiflichkeit gehende Streitereien mit Kollegen und Fremden. Der Reporter verspürt das Bedürfnis, den Menschen aus seinen Kolumnen zu helfen, weiß aber nicht wie.
Miss Lonelyhearts versucht den Briefen und deren Folgen auf verschiedene Weise zu entkommen: Er sucht in seinem Katholizismus nach Antworten und identifiziert sich mit Jesus Christus, unternimmt Ausfahrten aufs Land mit seiner Verlobten Betty, die ihn aber emotional nicht erreichen kann, und lässt sich sogar auf eine kurze Affäre mit der Ehefrau von Shrike ein. Er kann allerdings nicht dauerhaft den schrecklichen Gedanken entkommen. Er trifft sich mit Mrs. Doyle, einer Leserin seiner Kolumne, die ihn um Rat bittet. Er beginnt eine Affäre mit Mrs. Doyle, die mit dem verkrüppelten, heruntergekommenen Mitarbeiter eines Gaswerks verheiratet ist. Das Ehepaar lädt Miss Lonelyhearts zu einem Abendessen ein. Mrs. Doyle versucht den Reporter bei seiner Ankunft erneut zu verführen, woraufhin er sie schlägt. Sie berichtet daraufhin ihrem Ehemann, dass Miss Lonelyhearts sie habe vergewaltigen wollen.
Schließlich kündigt Miss Lonelyhearts seine Arbeitsstelle bei der Zeitung und verbringt einige Tage krank im Bett. Er glaubt eine religiöse Erleuchtung zu haben, will nun das angebliche Wort Gottes in den Kolumnen verkünden und steigt aus seinem Bett. In diesem Moment kommt der rachsüchtige Mr. Doyle hinzu, der eine Waffe in seiner gerollten Zeitung versteckt hat. Der erleuchtete Míss Lonelyhearts will Doyle zum ersten Objekt seiner neuen Lebenshilfe machen und ihn umarmen. Ein Schuss aus Mr. Doyles Pistole löst sich und die beiden Männer rollen eine Treppe hinunter.

## Entstehungshintergrund
West schrieb seinen zweiten Roman zwischen 1930 und 1932, als er in einem New Yorker Hotel als Nachtportier arbeitete. Unterdessen kam im Jahr 1931 sein Erstlingswerk The Dream Life of Balso Snell auf den Markt, die Auflage betrug allerdings nur 500 Exemplare, von denen West 150 selbst aufkaufen musste. Vorab veröffentlichte West bereits Auszüge aus Miss Lonelyhearts in zwei Literaturzeitschriften, allerdings war für ihn fast bis zuletzt ungeklärt, aus welcher Erzählperspektive er erzählen wollte. Die Ich-Erzählung und den inneren Monolog verwarf er, da diese nur schwierig mit dem Tod von Miss Lonelyhearts am Ende der Erzählung vereinbar gewesen wären. Letztlich entschied er sich, die Hauptfigur distanziert und anonym – sie erhält noch nicht einmal einen richtigen Namen – zu schildern, was die Isolation der Figur noch unterstreicht.

## Kritiken
Dem Roman war bei seiner Veröffentlichung kaum kommerzieller Erfolg beschieden, zumal Wests Verlag Horace Liveright nur drei Wochen nach Veröffentlichung in den Konkurs gehen musste. Die Kritiken fielen allerdings im Vergleich zu Wests Debütroman Balso Snell weitgehend positiv aus und ermutigten West zu weiteren Werken. Für die zeitgenössische Kritikerin Josephine Herbst las sich der Roman wie eine „Detektivgeschichte“, die die gesamte Zeit nur in einem traumhaften „Halbdunkel“ spielen würde. Unter Begleitung von Motorgeräuschen, Jazzmusik, Arbeitslosen und traurigen Betrunkenen zeige West den „emotionalen Bankrott“ der „modernen Gesellschaft“ auf.
Heute gilt Miss Lonelyhearts vielen Literaturkritikern als Meisterwerk. Edmund Wilson sah Wests schmalen Roman als eines der vollkommensten Werke seiner Generation an. Harold Bloom listete Miss Lonelyhearts auf seiner Kurzliste der künstlerisch herausragendsten amerikanischen Werke des 20. Jahrhunderts. Er empfindet den Roman als das eindeutig beste Werk von West, das in der amerikanischen Literatur des 20. Jahrhunderts höchstens noch von den besten Werken William Faulkners übertrumpft werde. In seinem Vorwort zu einem von ihm herausgegebenen Band mit Essays über Wests Roman schreibt Bloom, dass das „messianische Verlangen nach Erlösung, notfalls durch die Sünde“ eines der zentralen Themen in Miss Lonelyhearts sei. Der Humor von West sei „apokalyptisch“ und in dem Sinne originell, dass er keine befreienden Elemente habe und zu defensivem Gelächter führe.
Tobias Lehmkuhl schrieb anlässlich einer deutschen Neuausgabe für den Deutschlandfunk im Jahr 2012: „Wie einem guten Comicautor auch genügen Nathanael West einige wenige Striche, um alles, was ihm wichtig ist, deutlich herauszustellen. Vieles würde dabei in einem herkömmlichen Roman grotesk wirken, hier aber hat es seinen Platz, seine eigene Wahrhaftigkeit.“ Sprachlich sei ein „lakonischer Zeitungsstil“ auffallend, der zu dem Inhalt passe, doch wirklich außergewöhnlich sei die Architektur des Romans: Jedes Kapitel sei wie ein Comicstrip aufgebaut, in dem sich Bilder der Gewalt mit der Illustration alltäglicher Ereignisse vermischen würden.

## Adaptionen
1933 erfolgte eine erste Verfilmung, die allerdings mit der Vorlage sehr lose umging: Advice to the Lovelorn unter Regie von Alfred L. Werker mit Lee Tracy in der Hauptrolle fügte der Handlung einen illegalen Handel mit gefährlichen Medikamenten hinzu und schloss mit einem Happy End. Wests Name wird im Filmvorspann sogar falsch geschrieben. Eine zweite Verfilmung von 1958 kam in Deutschland unter dem Titel Das Leben ist Lüge in die Kinos, in der Hauptrolle des von Dore Schary geschriebenen und produzierten Filmes spielte Montgomery Clift. Diese zweite Verfilmung ist näher an der Vorlage, endet aber auch mit einem Happy End, in dem Miss Lonelyhearts nicht erschossen wird und zu seiner wahren Liebe findet. Eine dritte Verfilmung entstand 1983 als Fernsehfilm mit Eric Roberts in der Hauptrolle.
Daneben schrieb Howard Teichman eine Theateradaption des Stoffes, die im Oktober 1957 am Broadway zu sehen war (unter anderem mit Pat O’Brien, William Hickey, Pippa Scott und Ruth Warrick). 2006 feierte die Oper Miss Lonelyhearts in New York ihre Premiere, die Musik schrieb Lowell Liebermann, für das Libretto war J. D. McClatchy verantwortlich.

## Ausgaben
- Miss Lonelyhearts. 1933 (= Reclams Universal-Bibliothek. Band 9275: Fremdsprachentexte). Reclam, Stuttgart 1991, ISBN 3-15-009275-2 (englisch).
  - Schreiben Sie Miss Lonelyhearts (übersetzt von Fritz Güttinger, mit einer Einführung von Alan Ross). Diogenes, Zürich 1961; ebd. als TB: 1987, ISBN 3-257-20058-7.
  - Miss Lonelyhearts. Roman (neu übersetzt und hrsg. von Dieter E. Zimmer). Manesse, Zürich 2012, ISBN 978-3-7175-2274-4.